# RoboCop: Rogue City
RoboCop: Rogue City es un juego de disparos en primera persona de 2023 desarrollado por Teyon y publicado por Nacon. El juego presenta una historia original basada en las películas de RoboCop, con Peter Weller retomando su papel como el personaje principal. Se lanzó para PlayStation 5, Windows y Xbox Series X/S el 2 de noviembre de 2023. Una versión para macOS se lanzó el 30 de abril de 2025. El juego recibió críticas generalmente positivas.
Una expansión independiente titulada RoboCop: Rogue City - Unfinished Business está programada para lanzarse el 17 de julio de 2025.

## Jugabilidad
RoboCop: Rogue City es un juego de disparos en primera persona ambientado en el Viejo Detroit. Jugando como RoboCop, el jugador debe limpiar la ciudad de criminales, realizar investigaciones y también puede emitir multas penales y de tránsito. Como los desarrolladores se esforzaron por hacer que este juego fuera canon, está ambientado en algún momento después de los eventos que tuvieron lugar en la película "RoboCop 2". Anne Lewis, la compañera de policía de RoboCop de las películas originales, acompaña al jugador.
Al jugador se le asignan varias misiones secundarias a lo largo del juego y puede elegir cómo resolverlas, por ejemplo, seleccionando entre diferentes opciones de diálogo. El resultado de estas misiones varía según las decisiones del jugador. Por ejemplo, puede optar por la violencia o por un enfoque pacífico al buscar información de los sospechosos. La trama general y el final también se ven alterados por las decisiones del jugador. La confianza pública de RoboCop se puede aumentar interactuando con los ciudadanos, lo que también influye en la jugabilidad.
El arma principal del jugador es la ametralladora Auto 9 de RoboCop, con munición ilimitada. Esta ametralladora se puede ajustar opcionalmente a medida que avanza el juego para mejorar su rendimiento en hasta cinco dominios estándar. Además, el jugador puede recoger varias armas de fuego que sueltan los enemigos y usarlas con una cantidad limitada (y bastante realista). RoboCop también puede retirar el arma montada de las torretas, y su munición estará limitada a cien cartuchos. Los objetos de los escenarios del juego, como barriles explosivos y televisores, también se pueden lanzar y usar como armas. Gracias a su exterior metálico, RoboCop solo sufre daño mínimo de disparos de pequeño calibre; sin embargo, las municiones más grandes y especializadas que disparan los mercenarios más adelante en el juego causarán un daño significativamente mayor. Por otro lado, al principio del juego se proporciona una "Pista" que advierte al jugador que RoboCop no sufre daño por caída. El jugador puede regenerar la salud perdida o usar a los enemigos como escudos humanos contra los disparos.
El jugador puede comprar diferentes habilidades con los puntos de experiencia obtenidos al completar objetivos y recopilar pruebas del crimen. Estas habilidades incluyen una onda expansiva de granada cegadora, un escudo que reduce temporalmente el daño recibido o un movimiento de carrera. También se puede ralentizar el tiempo brevemente para eliminar enemigos y despejar una zona más rápido. Estas habilidades, así como el Auto 9, se pueden mejorar con el tiempo. El jugador también puede usar una habilidad de escaneo para buscar enemigos, delitos menores como infracciones de tráfico y alteración del orden público.

## Historia

### Ambientación y contexto
La franquicia RoboCop retrata una distopía en un Detroit de un futuro cercano. Empobrecida y plagada de delincuencia, Detroit está siendo considerada por la megacorporación Omni Consumer Products (OCP) para una remodelación radical que la convertirá en Delta City. RoboCop: Rogue City transcurre entre las películas RoboCop 2 y RoboCop 3.
RoboCop era originalmente el agente Alex Murphy del Departamento de Policía de Detroit, quien fue brutalmente asesinado por el conocido criminal Clarence Boddicker. Legalmente muerto, y con la policía de Detroit como una entidad privatizada de la OCP, fue elegido por Bob Morton, un ejecutivo de la OCP, para ser convertido en un cíborg policial fuertemente blindado. Recuperando gradualmente la memoria con la ayuda de Anne Lewis, la compañera original de Murphy, RoboCop persigue a Boddicker y su banda, a la vez que frustra los planes de Dick Jones, el segundo al mando de la OCP, quien encargó a Boddicker asesinar a Morton, su rival.
En "RoboCop 2", la ola de delincuencia en Detroit se ve exacerbada por la introducción de una droga de diseño llamada Nuke, suministrada por Cain, una secta. La fuerza policial, que está siendo gradualmente debilitada por la OCP, finalmente cumple con las amenazas de una huelga. RoboCop también lidia con los recuerdos de su vida pasada y acecha a su antigua familia, lo que lleva a OCP a considerar la producción de un modelo más avanzado llamado RoboCop 2. Sin embargo, sus intentos de replicar a RoboCop con policías muertos fracasan repetidamente. Después de que RoboCop logra derrotar a Caín, una ambiciosa científica de OCP, la Dra. Juliette Faxx, lo elige como sujeto de prueba, extrayendo su cerebro y colocándolo en RoboCop 2. Esto fracasa estrepitosamente debido a su adicción al Nuke, lo que obliga a RoboCop a destruirlo. A pesar de los daños sufridos, OCP apenas recibe críticas del público por el proyecto, y en su lugar utiliza a Faxx como chivo expiatorio.

### Personajes
Además del personaje principal (con la voz de Peter Weller) y algunos personajes de la película original, como Anne Lewis (con la voz de Kosha Engler), el sargento Warren Reed, el reportero Casey Wong y el director ejecutivo de OCP, conocido como "El Viejo" (con la voz de Mark Holden), RoboCop: Rogue City presenta un elenco completamente nuevo. Entre los personajes principales se encuentran Max Becker, empleado de OCP; Morgan, ingeniero de OCP; y Olivia Blanche, psicóloga; estas dos últimas asisten a RoboCop técnica y psicológicamente.
Otros personajes incluyen a Pickles, un informante policial sin hogar que posteriormente se reveló en retirada nuclear; el policía novato Ulysses Washington; y la reportera Samantha Ortiz, cuyas historias personales se ven influenciadas por las acciones o decisiones directas de RoboCop. Otros personajes incluyen a Soot, músico y líder de la pandilla Torch Heads, así como Spike, jefe de la pandilla de motociclistas Street Vultures, ambos bajo el liderazgo de un prometedor jefe criminal conocido simplemente como el "Nuevo Chico".

### Argumento
Mientras rescata rehenes en el estudio de noticias del Canal 9 de Soot y los Torch Heads, RoboCop sufre visiones de su vida pasada como Alex Murphy y alucina con una rehén que es la esposa de Murphy, lo que le hace dudar y obliga a Lewis a intervenir directamente. Como el colapso de RoboCop fue grabado en video y generó una ola de mala prensa, OCP asigna a Max Becker como supervisor de RoboCop, instalándole un chip de monitoreo en la cabeza para evaluar su desempeño.
Mientras el Sargento Reed informa a su escuadrón sobre la creciente amenaza del "Nuevo", RoboCop es enviado a localizar e interrogar a Soot. Él y Lewis rastrean a Soot hasta un matadero abandonado donde se está celebrando un concierto de los Torch Head. Mientras RoboCop captura a Soot, Lewis es tomado como rehén por el "Nuevo", quien mata a Soot por llamar demasiado la atención con el ataque al estudio, mientras que RoboCop vuelve a fallar misteriosamente. El "Nuevo" se identifica como Wendell Antonowsky, hermano de Emil Antonowsky (uno de los pandilleros de Clarence Boddicker, asesinado en RoboCop). Criticando a RoboCop por su apego a su lado humano, le dispara a Lewis en el pecho, dejándola en coma.
Decidido a buscar justicia para Lewis, RoboCop descubre una conexión entre Wendell y los Buitres Callejeros, quienes asaltan su territorio junto a una acería y una cantera. Descubre varios cadáveres que habían sido reportados como robados de la morgue y el hospital de la ciudad, incluyendo un policía reportado como desaparecido. RoboCop pide refuerzos, junto con una unidad ED-209 para asaltar el escondite, pero la unidad ED-209 falla y ataca a la policía, permitiendo que los Buitres escapen. Las autopsias revelan que los cuerpos encontrados en la cantera fueron llevados allí por los Buitres, y que posteriormente Wendell les extrajo el cerebro. RoboCop rastrea y arresta a Wendell mientras Lewis despierta del coma. Mientras tanto, El Viejo sufre un infarto y posteriormente fallece.
En la Prisión de la Ciudad, RoboCop se entera por Wendell de que fue contratado por OCP para el "Proyecto Ultratumba". Los cerebros extraídos se utilizan como parte de un programa de resurrección masiva inspirado en RoboCop y orquestado por El Viejo. Posteriormente, unos mercenarios atacan la prisión y liberan a Wendell durante un motín, mientras que Becker asume el cargo de nuevo director ejecutivo de OCP. Becker presenta sus Droides de Ejecución Urbana (DUE), diseñados para reemplazar a la policía, que Wendell secuestra posteriormente en represalia por la cancelación del Proyecto Ultratumba por parte de Becker. Mientras RoboCop rastrea de nuevo a Wendell y lo confronta, descubre que el chip de monitoreo instalado por Becker se activa con el encendedor de Wendell para degradar la mente de RoboCop e impedir que lo aborde. RoboCop se quita el chip y persigue a Wendell en medio del caos causado por las bandas, los mercenarios y los UED secuestrados. Tras rastrearlo hasta la primera obra de Ciudad Delta, la persecución termina con RoboCop finalmente matándolo.
RoboCop recibe entonces una llamada informando de que la oficina principal de OCP está siendo atacada. Al llegar, encuentra a Becker retenido por un RoboCop 2, que reproduce un mensaje de video del Viejo, revelando que ha transferido su cerebro a RoboCop 2. El Viejo explica que lo hizo inspirado por Robocop y mata a Becker aplastándole la tráquea. RoboCop lucha y derrota a RoboCop 2 en una durísima batalla que destruye el edificio de OCP. Posteriormente, la corporación japonesa Kanemitsu considera la compra de OCP, lo que da lugar a los acontecimientos de la tercera película de RoboCop 3.

## Desarrollo
RoboCop: Rogue City presenta una historia original basada en las tres primeras películas de RoboCop. El juego fue desarrollado por Teyon y publicado por Nacon en colaboración con Metro-Goldwyn-Mayer, que posee los derechos de la franquicia. Las tres compañías trabajaron juntas para garantizar que fuera fiel a las películas; el equipo de desarrollo los vio varias veces para incorporar su aspecto satírico, especialmente el de la primera película.
Rogue City se desarrolló utilizando Unreal Engine 5. El actor original de RoboCop Peter Weller regresó para brindar su voz y semejanza para el juego. Los movimientos lentos de RoboCop también se incorporan, a pesar de que los juegos de disparos en primera persona suelen usar una jugabilidad rápida. Piotr Latocha, director del juego, comentó que lograr un equilibrio en los movimientos de RoboCop fue uno de los mayores desafíos de diseño del proyecto: «Es un poco lento y con un toque de tanque, y debemos ser fieles a la historia, pero tampoco podemos ser demasiado lentos ni demasiado pesados». Łatocha reveló en una entrevista que al equipo le llevó un total de tres años desarrollar completamente el juego.

## Lanzamiento
RoboCop: Rogue City se anunció en julio de 2021, and the first gameplay trailer was unveiled a year later.
"Rogue City" estaba inicialmente previsto para estrenarse en junio de 2023, pero esto luego se retrasó tres meses, antes de retrasarse aún más. El juego se lanzó para PlayStation 5, Windows y Xbox Series X/S el 2 de noviembre de 2023. Se lanzó una demostración para PC (a través de Steam) el 4 de octubre de 2023. Se anunció una versión para Nintendo Switch junto con el primer video del juego en 2022, pero se canceló oficialmente el 20 de octubre de 2023. Es el primer videojuego RoboCop basado en consola desde RoboCop de 2003. Se lanzó una versión para macOS el 30 de abril de 2025.

### RoboCop: Rogue City - Unfinished Business
Una expansión independiente titulada RoboCop: Rogue City - Unfinished Business se lanzará el 17 de julio de 2025. En esta expansión, RoboCop deberá infiltrarse en OmniTower, un enorme complejo controlado por un grupo de mercenarios de élite. La expansión también incluirá nuevas armas y misiones retrospectivas que permitirán a los jugadores jugar como Alex Murphy antes de convertirse en RoboCop.

## Recepción

### Recepción de la crítica
RoboCop: Rogue City recibió críticas "generalmente favorables" de los críticos para las versiones de PC y Xbox Series X/S, mientras que la versión de PlayStation 5 recibió críticas "mixtas o promedio", según el sitio web del agregador de reseñas Metacritic. En Japón, cuatro críticos de Famitsu le dieron al juego una puntuación total de 32 sobre 40, y cada uno le otorgó un 8 sobre 10.
Justin Koreis, de IGN, escribió que el juego "capta a la perfección la estética y la atmósfera de la película que lo inspiró como ningún otro", calificándolo de "la adaptación más auténtica que la serie ha visto jamás". Noah Smith de PC Gamer criticó su historia "aburrida" y su ritmo "desigual". Michael McWhertor de Polygon encontró que le faltaba originalidad y que, en cambio, se inspiraba en las dos primeras películas. Oliver Mackenzie de Eurogamer elogió los gráficos, afirmando que el juego hizo un gran uso de Unreal Engine 5. Marcus Stewart de Game Informer afirmó que RoboCop: Rogue City "ofrece una aventura respetable que se siente como un shooter perdido hace mucho tiempo de principios de la década de 2010, en su mayoría en buenos sentidos". Varios críticos notaron la presencia de fallas visuales y de audio. VG247 lo clasificó como el mejor juego de disparos de 2023, y lo calificó como la "única continuación digna de la película original que se haya producido jamás".

### Ventas
En el Reino Unido, RoboCop: Rogue City debutó en el cuarto puesto de las listas físicas. La semana siguiente, el juego cayó al puesto 13, después de una disminución del 64% en las ventas.
"Rogue City" superó las expectativas de Nacon y fue el mayor lanzamiento del editor, con el juego alcanzando 435.000 jugadores en sus primeras dos semanas desde su lanzamiento.